# Ardisia hintonii
Ardisia hintonii är en viveväxtart som beskrevs av Cyrus Longworth Lundell. Ardisia hintonii ingår i släktet Ardisia och familjen viveväxter. Inga underarter finns listade i Catalogue of Life.